# Hamilton Township (Ontario)
Hamilton (offiziell Township of Hamilton) ist eine Verwaltungsgemeinde im Südosten der kanadischen Provinz Ontario. Das Township liegt im Northumberland County und hat den Status einer Lower Tier (untergeordneten Gemeinde).
Die Gemeinde wurde nach Henry Hamilton, von 1782 bis 1785 der Vizegouverneur (Lieutenant Governor) der Provinz Québec, benannt. 

## Lage
Das Township Hamilton grenzt im Norden an den Rice Lake und im Süden an den Ontariosee. Im Süden umschließt das Gemeindegebiet dabei die Stadt Cobourg bis auf die Seeseite vollständig. Das Township Hamilton liegt an östlichen Rand des Greater Golden Horseshoe bzw. südlich der Ausläufer des kanadischen Schildes. Die Gemeinde wird von der Hügelkette der Oak Ridges-Moräne durchzogen und liegt etwa 100 Kilometer Luftlinie nordöstlich von Toronto.
Die Gemeinde gliedert sich in zahlreiche kleine und kleinste Ansiedlungen. Siedlungsschwerpunkte sind dabei „Baltimore“, „Bewdley“, „Camborne“, „Cold Springs“, „Gores Landing“, „Harwood“ und „Precious Corners“.

## Demografie
Der Zensus im Jahr 2016 ergab für die Siedlung eine Bevölkerungszahl von 10.942 Einwohnern, nachdem der Zensus im Jahr 2011 für die Gemeinde eine Bevölkerungszahl von nur 10.702 Einwohnern ergeben hatte. Die Bevölkerung hat damit im Vergleich zum letzten Zensus im Jahr 2011 schwächer als der Trend in der Provinz um nur 2,2 % zugenommen, während der Provinzdurchschnitt bei einer Bevölkerungszunahme von 4,6 % lag. Im Zensuszeitraum von 2006 bis 2011 hatte die Einwohnerzahl in der Gemeinde noch entgegen dem Provinzdurchschnitt um 2,5 % abgenommen, während die Gesamtbevölkerung in der Provinz um 5,7 % zunahm.

## Verkehr
Die Gemeinde wird von dem in Ost-West-Richtung verlaufenden Kings Highway 401 durchquert. Im Süden der Gemeinde verlaufen Eisenbahnstrecken der Canadian National Railway (CN) und der Canadian Pacific Railway (CP). Auf der Strecke der CN verkehren auch die Corridor-Personenzüge der VIA Rail, die planmäßig in Cobourg halten.
Durch die Lage am Rice Lake ist das Township Hamilton auch an den Trent-Severn-Wasserweg angebunden. Die Gemeinde wird darüber entweder nach Südwesten mit der Bay of Quinte des Ontariosees oder nach Nordosten mit der Georgian Bay des Huronsees verbunden.